# دریاچه پوهایارو
دریاچه پوهایارو (به استونیایی: Pühajärv) دریاچه‌ای در شهرستان والگا در کشور استونی است.
مساحت این دریاچه ۲٫۸۵ کیلومتر مربع است و عمق آن از ۴٬۳ متر تا ۸٬۵ متر متغیر است.